# 氟溴二碘甲烷
氟溴二碘甲烷是一种有机化合物，化学式为CBrFI2。它可以三苯基(氟二溴甲基)溴化𬭸和碘反应得到，产率15%。它的生成热（−ΔH°f，25 °C，气相）为14 kcal·mol−1。其分子中任一卤素被氯取代的衍生物CClFI2、CBrClI2及CBrClFI尚属未知。